# 丈部路石勝
丈部路 石勝（はせつかべ の みち の いわかつ、生没年不詳）は、奈良時代の下級官吏。姓は忌寸。

## 記録
「丈部」（はせつかべ/はせべ）とは、東国に広く分布する軍事的部民であるが、「路」忌寸は東漢氏系統の渡来氏族であり、この場合は、「丈部に所属していた路氏族」と解するのが適当なのかと考えられる。
『続日本紀』巻第十七によると、720年（養老4年6月）、大蔵省漆部司（ぬりべのつかさ）の令史（さかん）で従八位上の丈部路忌寸石勝（はせつかべ の みち の いみき いわかつ）が、「直丁」（じきちょう）として司に配属されていた泰犬麻呂（はた の いぬまろ）とともに漆を盗み、発覚した。
「直丁」（じきちょう）とは「仕丁」の一種で、全国から50戸に2人を徴発し、一人を「立丁」、もう一人を立丁の世話をさせる「廝丁」に分けるのが「仕丁」なのであるが、さらに、現場で働く「駆使丁」と、官司内で働く「直丁」の2つに分けることもできる。養老職員令によると、「直丁」は太政官に8人、中務省に10人存在した、と言う。職員令の規定によると、漆部司の直丁の定員は1人であった。
刑部省での判決は両名ともに流罪であった。漆部司で大量に保存していたものと思われる。
律の賊盗律によると、価格によって量刑が定められている。
とあり、さらに官人が自分の管理下にある物を盗む監主罪にも相当するため、除名が適用され、実刑が科せられることになる。
この場合は流刑であるので、30端（1端は4丈2尺）以上の相当量の漆を盗んだことがわかる。
ところが、石勝の3人の息子が、石勝の罪を自分たちが肩代わりすると元正天皇に直訴した。天皇は哀れに思い、息子たちの要望を認め、石勝の罪を免除するかわりに、息子たちを奴隷の身分に落とした。
ここで重要なのは、相棒の泰犬麻呂の罪は減免されていないことである。犬麻呂の場合は、かりに家族がいたにしても、都に住んでいなかったため、赦免の対象にはならなかった。
その後、石勝の息子、祖父麻呂（おおじまろ）たちも良民に戻されたという。